# Бенешов (окръг)
Окръг Бенешов (на чешки: Okres Benešov) е един от 12-те окръга на Среднобохемския край на Чехия. Площта му е 1474,79 km2, а населението е 95 445 души (2012). Административен център е едноименният град Бенешов. Гъстотата на населението е 65 души/km².

## География
Окръгът е разположен в южната част на края. Граничи с окръзите Пршибрам, Прага-запад, Колин и Кутна Хора от Среднобохемския край; Хавличкув Брод и Пелхржимов от Височинския край и Табор от Южнобохемския край.

## Административно деление
| година      | 1961 | 1970 | 1980 | 1991 | 2001 |
| брой общини | 184  | 175  | 76   | 105  | 115  |

## Население
| година    | 1961   | 1970   | 1980   | 1991   | 2001   |
| население | 99 285 | 95 468 | 96 996 | 94 419 | 93 156 |

По данни за 2009 г.:
| Общо           | Жени             | Мъже             |
| -------------- | ---------------- | ---------------- |
| 94 435 (100 %) | 47 563 (50,37 %) | 46 872 (49,63 %) |

55,29 % от населението живее в градове.

## Градове
| Град              | Население |
| ----------------- | --------- |
| Бенешов           | 16 677    |
| Влашим            | 12 210    |
| Тинец над Сазавоу | 5478      |
| Вотице            | 4526      |
| Бистршице         | 4181      |
| Сазава            | 3809      |
| Невеклов          | 2449      |
| Пишели            | 1544      |
| Дивишов           | 1482      |
| Търхови Щепанов   | 1337      |

До 2007 г. град Седлец Пърчице също е част от окръг Бенешов.

## Списък на общините
- Бенешов (на чешки: Benešov)
- Бернартице (на чешки: Bernartice)
- Билковице (на чешки: Bílkovice)
- Блажейовице (на чешки: Blažejovice)
- Боровнице (на чешки: Borovnice)
- Буковани (на чешки: Bukovany)
- Бистршице (на чешки: Bystřice)
- Вацлавице (на чешки: Václavice)
- Велиш (на чешки: Veliš)
- Високи Уезд (на чешки: Vysoký Újezd)
- Влашим (на чешки: Vlašim)
- Водсливи (на чешки: Vodslivy)
- Войков (на чешки: Vojkov)
- Вотице (на чешки: Votice)
- Вранов (на чешки: Vranov)
- Врацовице (на чешки: Vracovice)
- Вшехлапи (на чешки: Všechlapy)
- Върхотови Яновице (на чешки: Vrchotovy Janovice)
- Декановице (на чешки: Děkanovice)
- Дивишов (на чешки: Divišov)
- Долни Краловице (на чешки: Dolní Kralovice)
- Драхньовице (на чешки: Drahňovice)
- Дунице (на чешки: Dunice)
- Здиславице (на чешки: Zdislavice)
- Звестов (на чешки: Zvěstov)
- Йешетице (на чешки: Ješetice)
- Камберк (на чешки: Kamberk)
- Кеблов (на чешки: Keblov)
- Кладруби (на чешки: Kladruby)
- Козмице (на чешки: Kozmice)
- Кондрац (на чешки: Kondrac)
- Кршечовице (на чешки: Křečovice)
- Кршивсоудов (на чешки: Křivsoudov)
- Ксаверов (на чешки: Xaverov)
- Куньовице (на чешки: Kuňovice)
- Кърханице (на чешки: Krhanice)
- Кърняни (на чешки: Krňany)
- Лешани (на чешки: Lešany)
- Либеж (на чешки: Libež)
- Литиховице (на чешки: Litichovice)
- Локет (на чешки: Loket)
- Лоуньовице под Бланикем (на чешки: Louňovice pod Blaníkem)
- Лщени (на чешки: Lštění)
- Маршовице (на чешки: Maršovice)
- Мезно (на чешки: Mezno)
- Милицин (на чешки: Miličín)
- Миржетице (на чешки: Miřetice)
- Мниховице (на чешки: Mnichovice)
- Мрач (на чешки: Mrač)
- Начерадец (на чешки: Načeradec)
- Невеклов (на чешки: Neveklov)
- Неспеки (на чешки: Nespeky)
- Нетворжице (на чешки: Netvořice)
- Неуступов (на чешки: Neustupov)
- Олбрамовице (на чешки: Olbramovice)
- Остров (на чешки: Ostrov)
- Остршедек (на чешки: Ostředek)
- Павловице (на чешки: Pavlovice)
- Петроупим (на чешки: Petroupim)
- Пишели (на чешки: Pyšely)
- Поповице (на чешки: Popovice)
- Поржичи над Сазавоу (на чешки: Poříčí nad Sázavou)
- Поступице (на чешки: Postupice)
- Правонин (на чешки: Pravonín)
- Пршеставлки у Черчан (на чешки: Přestavlky u Čerčan)
- Псарже (на чешки: Psáře)
- Рабине (на чешки: Rabyně)
- Радошовице (на чешки: Radošovice)
- Ратае (на чешки: Rataje)
- Ратмержице (на чешки: Ratměřice)
- Ржехенице (на чешки: Řehenice)
- Ржимовице (на чешки: Řimovice)
- Сазава (на чешки: Sázava)
- Словенице (на чешки: Slověnice)
- Смилков (на чешки: Smilkov)
- Снет (на чешки: Snět)
- Собехърди (на чешки: Soběhrdy)
- Соутице (на чешки: Soutice)
- Стоетице (на чешки: Stojetice)
- Странни (на чешки: Stranný)
- Струхаржов (на чешки: Struhařov)
- Стршезимирж (на чешки: Střezimíř)
- Студени (на чешки: Studený)
- Теплишовице (на чешки: Teplýšovice)
- Техов (на чешки: Tehov)
- Тинец над Сазавоу (на чешки: Týnec nad Sázavou)
- Тисем (на чешки: Tisem)
- Тихонице (на чешки: Tichonice)
- Томице (на чешки: Tomice)
- Тршебешице (на чешки: Třebešice)
- Търхови Щепанов (на чешки: Trhový Štěpánov)
- Харжовице (на чешки: Chářovice)
- Хвездонице (на чешки: Hvězdonice)
- Хержманички (на чешки: Heřmaničky)
- Хлеби (на чешки: Chleby)
- Хлистов (на чешки: Chlístov)
- Хлум (на чешки: Chlum)
- Хмелна (на чешки: Chmelná)
- Хоратице (на чешки: Choratice)
- Хотишани (на чешки: Chotýšany)
- Хоцеради (на чешки: Chocerady)
- Храдище (на чешки: Hradiště)
- Хращани (на чешки: Chrášťany)
- Хулице (на чешки: Hulice)
- Цтиборж (на чешки: Ctiboř)
- Чаков (на чешки: Čakov)
- Чехтице (на чешки: Čechtice)
- Червени Уезд (на чешки: Červený Újezd)
- Черчани (на чешки: Čerčany)
- Чешки Щернберк (на чешки: Český Šternberk)
- Чтиршколи (на чешки: Čtyřkoly)
- Шетейовице (на чешки: Šetějovice)
- Яворник (на чешки: Javorník)
- Янков (на чешки: Jankov)